# Pippo Rizzo

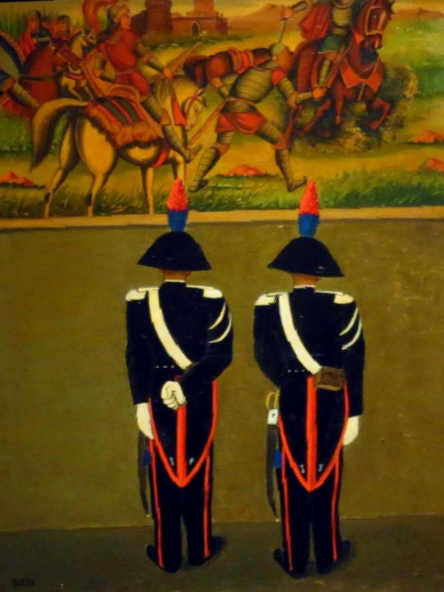
Carabinieri, 1957
Galleria d'arte moderna, Palermo

Giuseppe Rizzo, detto Pippo (Corleone, 6 gennaio 1897 – Palermo, 5 marzo 1964), è stato un pittore e scultore italiano.

## Biografia
Nato a Corleone, in provincia di Palermo, si trasferì nel capoluogo siciliano per frequentare l'Accademia dove fu allievo di Ettore De Maria Bergler. Conobbe il futurismo in un suo viaggio a Roma. Ne rimase affascinato e ad esso improntò le sue opere successive, fondando anche un cenacolo futurista nel suo paese natale. A Palermo entrò in sodalizio con Vittorio Corona e Giovanni Varvaro. Fu il capofila del futurismo siciliano, a stretto contatto con Marinetti, e organizzò l'Esposizione nazionale futurista a Palermo nel 1927.
I suoi lavori sono stati esposti per la prima volta alla Biennale di Venezia nel 1926, e ancora nel 1928. Nel 1929 diviene Segretario del Sindacato fascista degli artisti siciliani. È suo il logo del Palermo Calcio del 1929. A partire dal 1930 si allontana dal Futurismo per avvicinarsi alle tematiche novecentiste, seguendo la svolta di Carlo Carrà, che espresse nella partecipazione alla quadriennale di Roma nel 1931.
Nel 1936 viene nominato direttore dell'Accademia di Belle Arti di Palermo. Suoi lavori sono esposti alla Galleria d'Arte Moderna di Palermo e alla Galleria d'Arte Moderna di Roma. Tra gli allievi di Pippo Rizzo vi furono Gino Speciale, Giovanni Varvaro e Renato Guttuso. Alcuni giovani artisti siciliani frequentarono assiduamente il suo studio; tra loro Lia Pasqualino Noto, Giovanni Barbera e Nino Franchina che, insieme a Renato Guttuso, formarono il Gruppo dei Quattro.
Negli anni Cinquanta nascono i suoi omaggi ai "paladini". Dal 1960 al 1962 è direttore dell'Accademia di belle arti di Roma. Negli ultimi anni della sua vita riprese con entusiasmo ad esprimersi con la scultura, così come aveva fatto durante la giovinezza, in forme fantasiose con il marmo, l’alabastro e l’ottone. Fu organizzatore vivace di molte manifestazioni artistiche e scopritore di giovani talenti. Rizzo è ricordato anche per i celebri ritratti di carabinieri. Nel 1991 gli è stato intitolato il museo civico di Corleone.